# Coppa di Messina

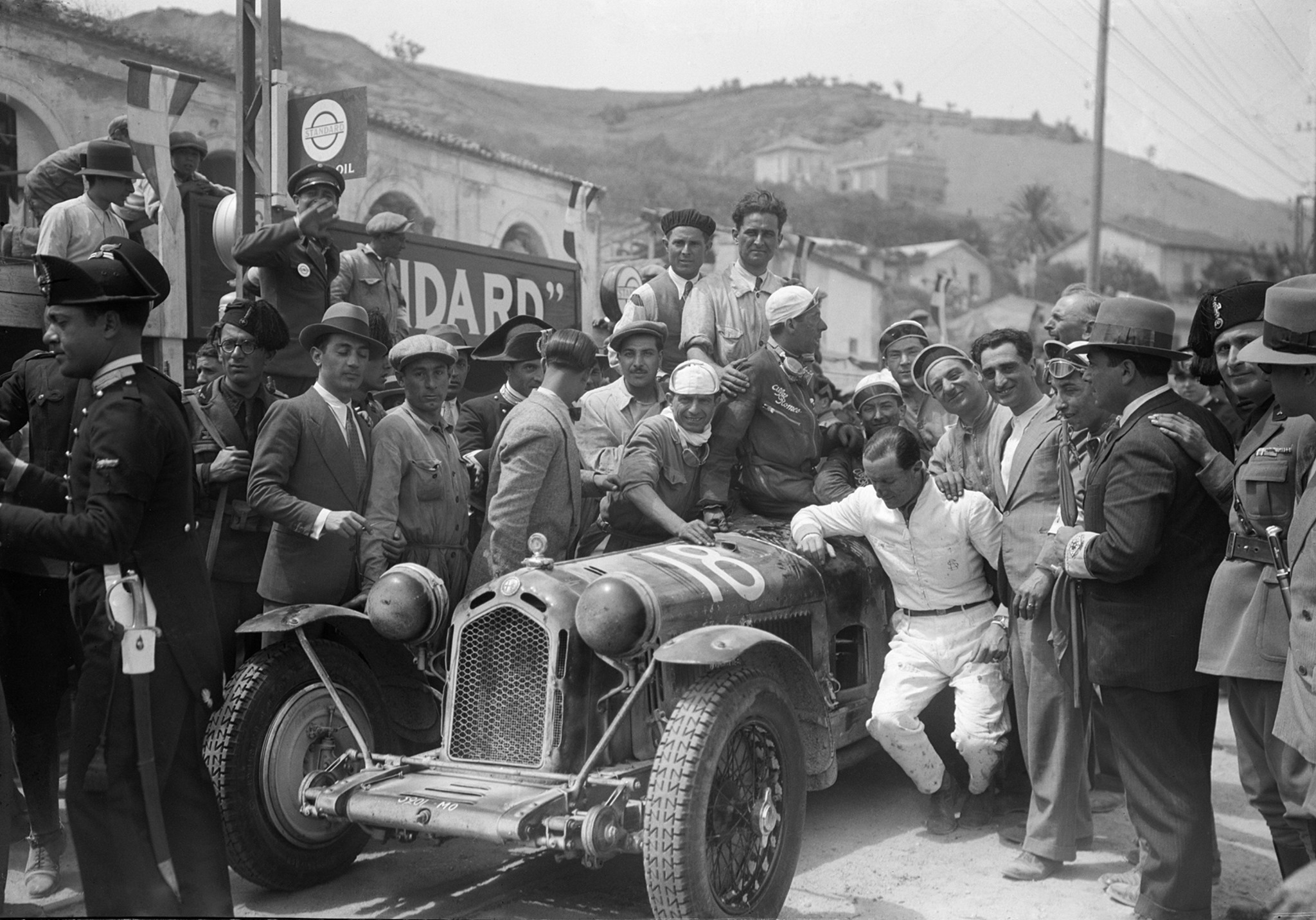
Pietro Ghersi in 1932

La Coppa di Messina en français : « coupe de Messine » est une course automobile de type Grand Prix, organisées par l'Automobile Club de Messine essentiellement au mois de mai durant les années 1920, cinq années de rang au nord-est de la Sicile (Italie).

## Historique
Les deux premières éditions répondent au nom de « Coppa Vinci » et les suivantes à celui de « Coppa -di- Messina ». Durant toutes ses années d'existence le tracé du circuit de Messine varia peu, passant simplement de 51,87 pour la première organisation à 52 kilomètres. Il fut à parcourir successivement cinq (lors de deux éditions), six, puis sept fois (soit de 260  à   364 kilomètres) en monoplaces, et enfin huit fois en voitures de sport (soit 416 kilomètres).
Le pilote italien Renato Balestrero s'y est imposé à deux reprises.
Il faudra attendre plus de vingt ans pour revoir en 1952 une course d'envergure disputée dans la province de Messine, sous forme de l'endurance (car d'une durée de dix heures), remportée par Franco Cornacchia et Clemente Biondetti à bord d'une Ferrari 212 Export.

## Palmarès
| Année     | Date                 | Vainqueur            | Voiture                  | Catégorie            |
| --------- | -------------------- | -------------------- | ------------------------ | -------------------- |
| 1925      | 5 juillet            | Renato Balestrero    | O.M. 665                 | Formule libre        |
| 1926      | 2 mai                | Renato Balestrero    | O.M. 665                 | Formule libre        |
| 1927      | 8 mai                | Antonio Caliri       | Bugatti Type 37A         | Formule libre        |
| 1928      | 13 mai               | Edouard Probst       | Bugatti Type 37A         | Formule libre        |
| 1929      | 12 mai               | Giuseppe Morandi     | O.M.                     | Sport                |
| 1930-1931 | Épreuve non disputée | Épreuve non disputée | Épreuve non disputée     | Épreuve non disputée |
| 1932      | 15 mai               | Pietro Ghersi        | Alfa Romeo 8C 2300 Monza | Sport                |